# Rožmberská a schwarzenberská hrobka (Třeboň)
Rožmberská a schwarzenberská hrobka je pohřebiště šlechtických rodů Rožmberků a Schwarzenbergů v kostele sv. Jiljí při augustiniánském klášteře v Třeboni. U Schwarzenbergů tam v některých případech byly uloženy pouze schránky s jejich vnitřnostmi.

## Historie
Rožmberkové koupili Třeboň a třeboňské panství od Landštejnů v roce 1366. Schwarzenbergové získali Třeboň od Eggenbergů v roce 1660.
Klášter augustiniánů založili v roce 1367 Petr II. († 1384), Jošt I. († 1369), Oldřich († 1390) a Jan I. z Rožmberka († 1389) a jejich fundaci potvrdil pražský arcibiskup Jan Očko z Vlašimi. Zrušen byl císařem Josefem II. v roce 1785, resp. 1786.
Pro Schwarzenbergy měla Třeboň symbolický význam, protože byla prvním panstvím, které v Českém království získali. V roce 1681 zde byla pohřbena Marie Justina, roz. ze Starhembergu. V 18. století Schwarzenbergové napodobili Habsburky a jejich tělesné ostatky byly pohřbeny na různých místech, tělo ve Schwarzenberské hrobce v augustiniánském kostele ve Vídni (s výjimkou Eleonory, roz. z Lobkowicz), srdce v hrobce srdcí v kostele sv. Víta a vnitřnosti zde v Třeboni. Tato úplná tradice se ovšem týkala jen dvou knížat a jedné kněžny. Častější bylo pouhé oddělené pohřbívání srdce.
Hrobka se nachází pod presbytářem před hlavním oltářem.

## Seznam pohřbených chronologicky podle úmrtí

### Rožmberkové
Přestože hlavním pohřebištěm Rožmberků byla rodová hrobka v cisterciáckém klášteře ve Vyšším Brodě, někteří příslušníci rodu byli pohřbeni v Třeboni. V tabulce jsou uvedeny základní informace o pohřbených. Fialově jsou vyznačeni příslušníci rodu Rožmberků, žlutě manželky, pokud zde byly pohřbeny. Zeleně jsou zvýrazněny osoby, jejichž vnitřnosti zde byly uloženy, zatímco zbytek těla odpočívá na jiných pohřebištích. Generace jsou počítány od Vítka I. z Prčice († 1194). U manželek je generace v závorce a týká se generace manžela.
| Po-řadí | Gene-race | Jméno pohřbeného               | Datum a místo narození | Otec                                                                | Datum a místo sňatku, choť                                                                                     | Pohřeb a uložení do hrobky                                                                                             | Poznámky |
| Po-řadí | Gene-race | Jméno pohřbeného               | Datum a místo úmrtí    | Matka                                                               | Datum a místo sňatku, choť                                                                                     | Pohřeb a uložení do hrobky                                                                                             | Poznámky |
| ------- | --------- | ------------------------------ | ---------------------- | ------------------------------------------------------------------- | --- | --- | --- |
| 1.      | 6.        | Jan I. z Rožmberka             |                        | Petr I. z Rožmberka 14. 10. 1347                                    | Eliška z Halsu                                                                                                 | | |
| 1.      | 6.        | Jan I. z Rožmberka             | 1. 9. 1389 asi Třeboň  | Kateřina z Vartenberka † 1355                                       | Eliška z Halsu                                                                                                 | | |
| 2.      | (8.)      | Kateřina z Vartenberka         |                        |                                                                     | Oldřich II. z Rožmberka[zdroj?]                                                                                | | |
| 2.      | (8.)      | Kateřina z Vartenberka         |                        |                                                                     | Oldřich II. z Rožmberka[zdroj?]                                                                                | | |
| 3.      | 10.       | Johana z Rožmberka             | 1467                   | Jan II. z Rožmberka asi 1430 – 8. 11. 1472 Ortenburg                | | | |
| 3.      | 10.       | Johana z Rožmberka             | 1482                   | Anna Hlohovská † 1483                                               | | | |
| 4.      | 9.        | Anežka z Rožmberka             |                        | Oldřich II. z Rožmberka 13. 1. 1403 – 28. 4. 1462                   | | | |
| 4.      | 9.        | Anežka z Rožmberka             | 25. 7. 1488            | Kateřina z Vartemberka † 1436                                       | | | |
| 5.      | 11.       | Jindřich VI. z Rožmberka       | 14. 3. 1487            | Vok II. z Rožmberka 18. 7. 1459 – 1. 9. 1505                        | | | |
| 5.      | 11.       | Jindřich VI. z Rožmberka       | 16. 4. 1494            | Markéta z Gutštejna † 1524                                          | | | |
| 6.      | (10.)     | Petr II. Holický ze Šternberka |                        | Petr I. Holický ze Šternberka † 1454                                | 1476 nebo 1479: Kateřina z Rožmberka (č. 7)                                                                    | Jeho náhrobek se dochoval ve Šternberské kapli.                                                                        | Nejvyšší zemský sudí (1508–1510) a nejvyšší zemský komorník Českého království (1510 nebo 1512 –1514). |
| 6.      | (10.)     | Petr II. Holický ze Šternberka | 4. 6. 1514 Líšno       | Anna ze Seinsheimu † asi 1459                                       | 1476 nebo 1479: Kateřina z Rožmberka (č. 7)                                                                    | Jeho náhrobek se dochoval ve Šternberské kapli.                                                                        | Nejvyšší zemský sudí (1508–1510) a nejvyšší zemský komorník Českého království (1510 nebo 1512 –1514). |
| 7.      | 10.       | Kateřina z Rožmberka           | 17. 8. 1457            | Jan II. z Rožmberka asi 1430 – 8. 11. 1472 Ortenburg                | 1476 nebo 1479: Petr II. Holický ze Šternberka (č. 6)                                                          | | Sestra 5. rožmberského vladaře Voka II. Narodily se jí následující děti: - 1. Zdeňka (Sidonia), provd. Haslauerová z Haslauru - 2. Jan († 1551/1548) - 3. Hedvika, provd. Zajícová z Házmburka († 1521) - 4. Kateřina, provd. Bruntálská z Vrbna (1485–1525) |
| 7.      | 10.       | Kateřina z Rožmberka           | 20. 8. 1521            | Anna Hlohovská † 1483                                               | 1476 nebo 1479: Petr II. Holický ze Šternberka (č. 6)                                                          | | Sestra 5. rožmberského vladaře Voka II. Narodily se jí následující děti: - 1. Zdeňka (Sidonia), provd. Haslauerová z Haslauru - 2. Jan († 1551/1548) - 3. Hedvika, provd. Zajícová z Házmburka († 1521) - 4. Kateřina, provd. Bruntálská z Vrbna (1485–1525) |
| 8.      | (12).     | Anna Marie Bádenská            | 22. 5. 1562            | Filibert Bádenský 22. 1. 1536 Baden-Baden – 3. 10. 1569 Montcontour | 27. 1. 1578 Český Krumlov: Vilém z Rožmberka 10. 3. 1535 zámek Schützendorf, Horní Rakousy – 31. 8. 1592 Praha | Zde pohřbeny pouze vnitřnosti, tělo bylo pohřbeno 3. 5. 1583 v Rožmberské hrobce v kostele sv. Víta v Českém Krumlově. | Bezdětná. |
| 8.      | (12).     | Anna Marie Bádenská            | 25. 4. 1583 Třeboň     | Mechtilda Bavorská 12. 7. 1532 – 2. 11. 1565 Baden-Baden            | 27. 1. 1578 Český Krumlov: Vilém z Rožmberka 10. 3. 1535 zámek Schützendorf, Horní Rakousy – 31. 8. 1592 Praha | Zde pohřbeny pouze vnitřnosti, tělo bylo pohřbeno 3. 5. 1583 v Rožmberské hrobce v kostele sv. Víta v Českém Krumlově. | Bezdětná. |

### Schwarzenbergové
V tabulce jsou uvedeny základní informace o pohřbených. Fialově jsou vyznačeni příslušníci rodu Schwarzenbergů, žlutě manželky, pokud zde byly pohřbeny. Zeleně jsou zvýrazněny osoby, jejichž vnitřnosti zde byly uloženy, zatímco zbytek těla odpočívá na jiných pohřebištích. Generace jsou počítány od Erkingera ze Schwarzenbergu (1362–1437), který byl v roce 1429 povýšen do stavu svobodných pánů. U manželek je generace v závorce a týká se generace manžela.
| Po-řadí | Gene-race | Jméno pohřbeného                 | Datum a místo narození        | Otec                                                                                 | Datum a místo sňatku, choť                                                                           | Pohřeb a uložení do hrobky | Poznámky |
| Po-řadí | Gene-race | Jméno pohřbeného                 | Datum a místo úmrtí           | Matka                                                                                | Datum a místo sňatku, choť                                                                           | Pohřeb a uložení do hrobky | Poznámky |
| ------- | --------- | -------------------------------- | ----------------------------- | ------------------------------------------------------------------------------------ | --- | --- | --- |
| 1.      | (9.)      | Marie Justina ze Starhembergu    | 1618 Eferding                 | Ludvík ze Starhembergu 1564 Eferding – prosinec 1620 Znojmo                          | 15. 3. 1644 Vídeň: Jan Adolf I. ze Schwarzenbergu 20. 9. 1615 Weibelskirchen – 26. 5. 1683 Laxenburg | Pohřbena v roce 1681. | 1. kněžna ze Schwarzenbergu (1670–1681). Byla duševně nemocná. Narodily se jí následující děti: - 1. Jan Leopold Filip (1647–1647; pohřben v hrobce v kapucínském kostele v Murau) - 2. Marie Arnoštka, provd. Eggenbergová (1649–1719; pohřbena v hrobce v augustiniánském kostele ve Vídni) - 3. Ferdinand Vilém Eusebius (1652–1703; pohřben v hrobce v augustiniánském kostele ve Vídni) - 4. Charlotta (1654–1661) - 5. Ludvík Adam (1655–1656) - 6. Polyxena (1658–1659) |
| 1.      | (9.)      | Marie Justina ze Starhembergu    | 31. 1. 1681 Třeboň            | Barbora z Herbersteinu 1578–1616                                                     | 15. 3. 1644 Vídeň: Jan Adolf I. ze Schwarzenbergu 20. 9. 1615 Weibelskirchen – 26. 5. 1683 Laxenburg | Pohřbena v roce 1681. | 1. kněžna ze Schwarzenbergu (1670–1681). Byla duševně nemocná. Narodily se jí následující děti: - 1. Jan Leopold Filip (1647–1647; pohřben v hrobce v kapucínském kostele v Murau) - 2. Marie Arnoštka, provd. Eggenbergová (1649–1719; pohřbena v hrobce v augustiniánském kostele ve Vídni) - 3. Ferdinand Vilém Eusebius (1652–1703; pohřben v hrobce v augustiniánském kostele ve Vídni) - 4. Charlotta (1654–1661) - 5. Ludvík Adam (1655–1656) - 6. Polyxena (1658–1659) |
| 2.      | 11.       | Adam František ze Schwarzenbergu | 25. 9. 1680 Linec             | Ferdinand Vilém Eusebius ze Schwarzenbergu 23. 5. 1652 Brusel – 22. 10. 1703 Vídeň   | 13. 12. 1701 Vídeň: Eleonora Amálie z Lobkowicz (č. 3)                                               | Zde byly pohřbeny 22. 6. 1732 pouze jeho vnitřnosti v měděné schráně. Tělo bylo pohřbeno ve Schwarzenberské hrobce v augustiniánském kostele ve Vídni a srdce v hrobce srdcí v kostele sv. Víta v Českém Krumlově. | 3. kníže ze Schwarzenbergu (1703–1732) a 8. vévoda krumlovský (1723–1732), nejvyšší císařský maršálek (1711–1722), nejvyšší císařský štolba (1722–1732) a dědic eggenberského majetku. V roce 1732 jej během tzv. Císařského honu u Brandýsa nad Labem smrtelně postřelil císař Karel VI. |
| 2.      | 11.       | Adam František ze Schwarzenbergu | 11. 6. 1732 Brandýs nad Labem | Marie Anna ze Sulzu 23. 10. 1653 Tiengen – 18. 7. 1698 Vídeň                         | 13. 12. 1701 Vídeň: Eleonora Amálie z Lobkowicz (č. 3)                                               | Zde byly pohřbeny 22. 6. 1732 pouze jeho vnitřnosti v měděné schráně. Tělo bylo pohřbeno ve Schwarzenberské hrobce v augustiniánském kostele ve Vídni a srdce v hrobce srdcí v kostele sv. Víta v Českém Krumlově. | 3. kníže ze Schwarzenbergu (1703–1732) a 8. vévoda krumlovský (1723–1732), nejvyšší císařský maršálek (1711–1722), nejvyšší císařský štolba (1722–1732) a dědic eggenberského majetku. V roce 1732 jej během tzv. Císařského honu u Brandýsa nad Labem smrtelně postřelil císař Karel VI. |
| 3.      | (11.)     | Eleonora Amálie z Lobkowicz      | 20. 6. 1682 Vídeň             | Ferdinand August z Lobkowicz 7. 9. 1655 Neustadt an der Waldnaab – 3. 10. 1715 Vídeň | 13. 12. 1701 Vídeň: Adam František ze Schwarzenbergu (č. 2)                                          | Zde byly pohřbeny pouze její vnitřnosti. Tělo bylo pohřbeno pod kaplí sv. Jana Nepomuckého a srdce v hrobce srdcí v kostele sv. Víta v Českém Krumlově.                                                            | „Upíří princezna“, 3. kněžna ze Schwarzenbergu (1703–1732, poté kněžna vdova). Narodily se jí následující děti: - 1. Marie Anna, provd. Bádenská (1706–1755) - 2. Josef I. Adam (1722–1782; č. 4) |
| 3.      | (11.)     | Eleonora Amálie z Lobkowicz      | 5. 5. 1741 Vídeň              | Marie Anna z Baden-Badenu a Hochbergu 8. 9. 1655 Baden – 22. 8. 1701 Cheb            | 13. 12. 1701 Vídeň: Adam František ze Schwarzenbergu (č. 2)                                          | Zde byly pohřbeny pouze její vnitřnosti. Tělo bylo pohřbeno pod kaplí sv. Jana Nepomuckého a srdce v hrobce srdcí v kostele sv. Víta v Českém Krumlově.                                                            | „Upíří princezna“, 3. kněžna ze Schwarzenbergu (1703–1732, poté kněžna vdova). Narodily se jí následující děti: - 1. Marie Anna, provd. Bádenská (1706–1755) - 2. Josef I. Adam (1722–1782; č. 4) |
| 4.      | 12.       | Josef I. Adam ze Schwarzenbergu  | 15. 12. 1712 Vídeň            | Adam František ze Schwarzenbergu (č. 2)                                              | 22. 8. 1741 Bohosudov u Teplic: Marie Terezie z Liechtensteinu 28. 12. 1721 – 19. 1. 1753 Vídeň      | Zde byly pohřbeny pouze jeho vnitřnosti. Tělo bylo pohřbeno ve Schwarzenberské hrobce v augustiniánském kostele ve Vídni a srdce v hrobce srdcí v kapli sv. Jana Nepomuckého v kostele sv. Víta v Českém Krumlově. | 4. kníže ze Schwarzenbergu a 9. vévoda krumlovský (1732–1782). Manželka byla pohřbena ve Schwarzenberské hrobce v augustiniánském kostele ve Vídni. |
| 4.      | 12.       | Josef I. Adam ze Schwarzenbergu  | 17. 2. 1782 Vídeň             | Eleonora Amálie z Lobkowicz (č. 3)                                                   | 22. 8. 1741 Bohosudov u Teplic: Marie Terezie z Liechtensteinu 28. 12. 1721 – 19. 1. 1753 Vídeň      | Zde byly pohřbeny pouze jeho vnitřnosti. Tělo bylo pohřbeno ve Schwarzenberské hrobce v augustiniánském kostele ve Vídni a srdce v hrobce srdcí v kapli sv. Jana Nepomuckého v kostele sv. Víta v Českém Krumlově. | 4. kníže ze Schwarzenbergu a 9. vévoda krumlovský (1732–1782). Manželka byla pohřbena ve Schwarzenberské hrobce v augustiniánském kostele ve Vídni. |